# Giuseppe Petrelli (arcivescovo)
Giuseppe Fortunato Gasperi Petrelli (Montegiorgio, 14 febbraio 1873 – Montegiorgio, 28 aprile 1962) è stato un arcivescovo cattolico italiano.

## Biografia
Giuseppe Petrelli nacque a Montegiorgio il 14 febbraio 1873. Divenne sacerdote il 10 agosto 1896. Nel 1903 era segretario della Delegazione Apostolica di Manila. Il 12 aprile 1910 fu nominato vescovo di Lipa, nelle Filippine e fu consacrato vescovo il 12 giugno dello stesso anno. 
Il 30 marzo 1915 fu trasferito alla sede titolare di Nisibi, divenendo delegato apostolico nelle Filippine, col titolo di arcivescovo. Il 27 maggio 1921 fu nominato nunzio apostolico in Perù. 
Nella primavera del 1925, tornò in patria, ritirandosi a Montegiorgio, ove morì il 28 aprile 1962.

## Genealogia episcopale e successione apostolica
La genealogia episcopale è:
- Cardinale Scipione Rebiba
- Cardinale Giulio Antonio Santori
- Cardinale Girolamo Bernerio, O.P.
- Arcivescovo Galeazzo Sanvitale
- Cardinale Ludovico Ludovisi
- Cardinale Luigi Caetani
- Cardinale Ulderico Carpegna
- Cardinale Paluzzo Paluzzi Altieri degli Albertoni
- Papa Benedetto XIII
- Papa Benedetto XIV
- Papa Clemente XIII
- Cardinale Bernardino Giraud
- Cardinale Alessandro Mattei
- Cardinale Pietro Francesco Galleffi
- Cardinale Giacomo Filippo Fransoni
- Cardinale Carlo Sacconi
- Cardinale Edward Henry Howard
- Cardinale Mariano Rampolla del Tindaro
- Cardinale Rafael Merry del Val
- Arcivescovo Ambrogio Agius, O.S.B.
- Arcivescovo Giuseppe Petrelli

La successione apostolica è:
- Vescovo Alfredo Verzosa y Florentin (1917)
- Arcivescovo Santiago Caragnan Sancho (1917)
- Vescovo Sofronio Hacbang y Gaborni (1919)
- Vescovo José Clos y Pagés, S.I. (1920)
- Vescovo Pedro Octavio Ortiz Arrieta, S.D.B. (1922)
- Vescovo Sotero Redondo Herrero, O.S.A. (1922)
- Vescovo Francisco Rubén Berroa y Bernedo (1923)
- Vescovo Fidel María Cosío y Medina (1923)